# Aulospongus phakellioides
Aulospongus phakellioides är en svampdjursart som beskrevs av Goodbody och Marcus Lehnert 2004. Aulospongus phakellioides ingår i släktet Aulospongus och familjen Raspailiidae.
Artens utbredningsområde är havet kring Jamaica. Inga underarter finns listade i Catalogue of Life.